# Tęgoborze
Tęgoborze – wieś w Polsce, położona w województwie małopolskim, w powiecie nowosądeckim, w gminie Łososina Dolna. W latach 1975–1998 miejscowość administracyjnie należała do województwa nowosądeckiego. W 2011 r. wieś liczyła 1559 mieszkańców.

## Toponimia
Nazwa wsi pochodzi od potężnych lasów – tęgich borów – które około tysiąca lat temu pokrywały tutejszą kotlinę.

## Położenie
Wieś usytuowana jest na południowo-zachodnim brzegu Jeziora Rożnowskiego, przy drodze krajowej nr 75, w kotlinie otoczonej górami Beskidu Wyspowego, nad którą górują Chełm (790 m), Białowodzka Góra z ruinami „Zamczyska” (607 m) oraz Jodłowiec Wielki (482 m).

## Części wsi
| SIMC    | Nazwa       | Rodzaj    |
| ------- | ----------- | --------- |
| 0448410 | Głaze       | część wsi |
| 0448427 | Gotfrudówka | część wsi |
| 0448433 | Just        | część wsi |
| 0448440 | Kapłaniec   | część wsi |
| 0448456 | Kowalówka   | część wsi |
| 0448462 | Niżne       | część wsi |
| 0448479 | Okrąg       | część wsi |
| 0448485 | Podgórze    | część wsi |
| 0448491 | Stara Wieś  | część wsi |
| 0448500 | Stawy       | część wsi |
| 0448516 | Zalesie     | część wsi |
| 0448522 | Zychówka    | część wsi |

Tęgoborze obejmuje także przysiółek Struga.

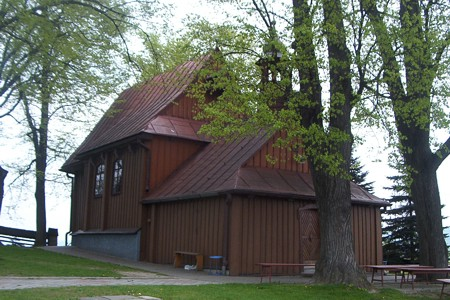
Kościół Narodzenia Najświętszej Maryi Panny na Juście

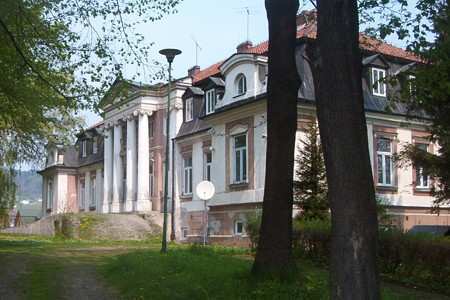
Murowany dwór

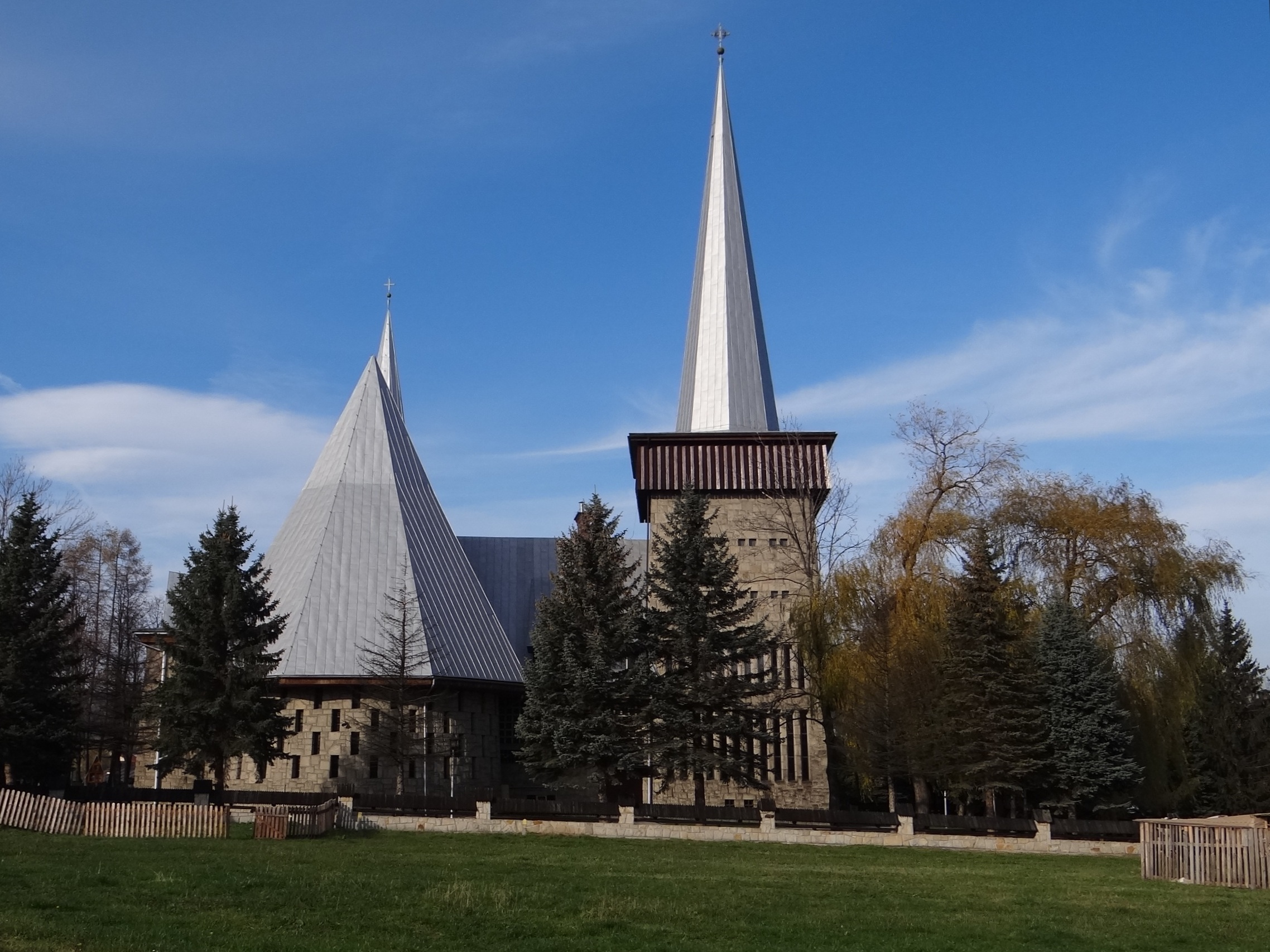
Kościół

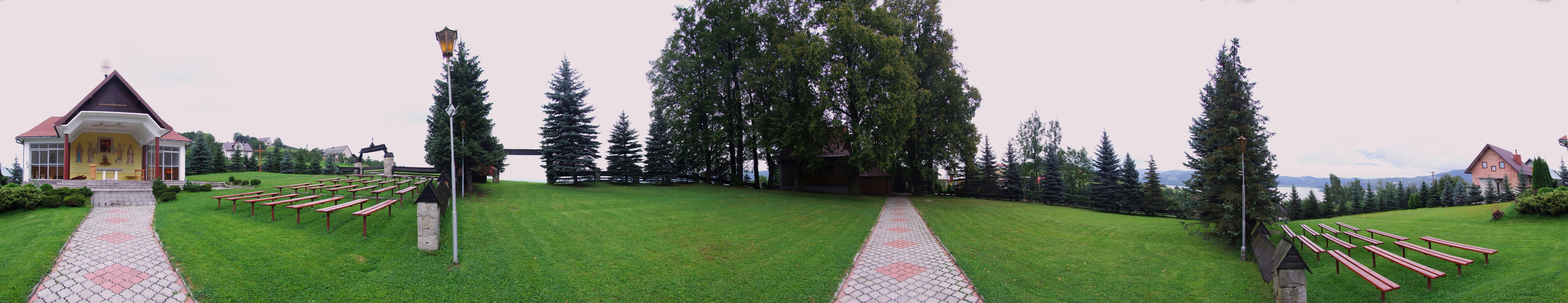
Kościół na Juście – panorama otoczenia

## Historia
Ważnym wydarzeniem stało się przybycie zakonnika kameduły, znanego jako św. Just. Według dawnej legendy zamieszkał on jako pustelnik na jednym z tęgoborskich wzgórz, które do dziś nosi jego imię, a w miejscu pustelni wzniesiono kościół. Na Górze Św. Justa znajdował się też klasztor Ojców Marków. Kościół, jak i klasztor w 1611 roku zostały zniszczone przez ówczesnego dziedzica Tęgoborza – Cyryla Chrząstowskiego, który wraz z żoną – Anną Tęgoborską przyjęli wierzenia braci polskich. Doszło do przejęcia budynków i gruntów klasztornych oraz wypędzenia zakonników. W końcu XVII wieku gdy bracia polscy zostali wygnani z Polski większość stanowili katolicy. Wieś rozrastała się i nabierała coraz większego znaczenia, dzięki przebiegającemu tędy ważnemu szlakowi handlowemu z Krakowa na Węgry.

## Zabytki
Obiekt wpisany do rejestru zabytków nieruchomych województwa małopolskiego.
- Dwór

Klasycystyczny, murowany parterowy dwór z przełomu XVIII i XIX w. Posiada on czterospadowy dach, ozdobiony czterokolumnowym portykiem. Obok murowana oficyna z pocz. XIX wieku.
- Park z aleją dojazdową;
- Cmentarz wojenny nr 353 z czasów I wojny światowej.

### Inne zabytki
- Współczesny murowany kościół parafialny z 1969 roku, zaprojektowany przez Tadeusza Brzozę.

## Kościół
We wsi znajduje się kościół parafialny pw. Najdroższej Krwi Chrystusa Pana. Kiedy kościół św. Mikołaja w Tęgoborzu znalazł się – po wybudowaniu zapory wodnej w Rożnowie – na skraju powstałego jeziora, zaszła potrzeba zbudowania kościoła nowego, a zarazem większego, w bezpiecznym miejscu. Ten nowy, z zastosowaniem nowszych technik budowlanych i stylowych, zbudowano do roku 1966.Dotychczasowy XVIII-wieczny drewniany kościół parafialny pw. św. Mikołaja został przeniesiony w 1982 do tworzonej wówczas parafii Tabaszowa.
Na Górze św. Justa w Tęgoborzu znajduje się również drewniany, zabytkowy kościół pw. Narodzenia NMP.
W kościele na Górze św. Justa czci się Narodzenie NMP, dlatego święto odpustowe na Juście obchodzone jest 8 września. Uroczystość odpustową parafia Tęgoborze obchodzi w niedzielę w oktawie Bożego Ciała.

## Kultura
We wsi funkcjonuje Orkiestra Dęta OSP, gminna biblioteka publiczna oraz koło gospodyń wiejskich. Co roku 8 września na Górze św. Justa odbywają się tradycyjnie dożynki.
Z roku 1893 pochodzi Przepowiednia z Tęgoborzy, zawierająca przyszłe dzieje Polski „od morza do morza”.

## Szkolnictwo
- Szkoła Szybowcowa – działała w latach 1933–1939 na górze Rachów i Jodłowiec, po wojnie ponownie reaktywowana w latach 1946–1949. Szkoła była ważnym ośrodkiem szkolenia szybowcowego w Polsce. Do sierpnia 1939 roku szkoła posiadała 33 szybowce, dwa hangary i zaplecze noclegowe dla 40 osób. Wśród inicjatorów i założycieli szkoły byli Leopold Kwiatkowski oraz Jerzy Iszkowski.
- Szkoła Podstawowa im. mjra pil Jerzego Iszkowskiego.
- Gimnazjum, 1 września 2017 r. włączone do Szkoły Podstawowej.

## Gospodarka
Tęgoborze to wieś o charakterze rolniczo-sadowniczym. Swoją siedzibę ma tu duża firma transportowa oraz mniejsze firmy usługowe. Ponadto we wsi mieści się ochotnicza straż pożarna, ośrodek zdrowia, zespół szkół, filia Banku Spółdzielczego z Łososiny Dolnej i centrala telefoniczna TP.

### Ochotnicza straż pożarna
Tęgoborze posiada jednostkę ochotniczej straży pożarnej która została założona w 1931 roku jest to jednostka włączoną do Krajowego systemu ratowniczo-gaśniczego i posiada samochody bojowe Renault  oraz  MAN TGX 18.440.

## Sport
We wsi od 1999 działa Sekcja Sportowa Piłki Nożnej „Hart” Tęgoborze przy Stowarzyszeniu Tęgoborzan. W sezonie 2018/2019 zespół występuje w rozgrywkach klasa A grupa Nowy Sącz. Z racji położenia nad Jeziorem Rożnowskim Tęgoborze jest atrakcyjnym miejscem dla pragnących uprawiać sporty wodne, a z racji ukształtowania terenu – lotniarstwo.